# Émile Ollivier
Olivier Émile Ollivier (Marsella, 2 de juliol de 1825-Saint-Gervais-les-Bains, 20 d'agost de 1913) fou un polític i home d'estat francès. Inicialment un republicà oposat a l'ascens de Napoleó III, va acabar esdevenint un entusiasta de les reformes de caràcter liberal que aquest va realitzar a l'Imperi Francès a partir de 1861. Va entrar al gabinet de govern i va acabar per esser nomenat Primer Ministre de França a les acaballes del regnat de l'emperador fins a la mateixa caiguda de l'Imperi (1870).